# Laguna Negro
A  Laguna Negro é um lago localizado na Guatemala. Localiza-se no departamento de Retalhuleu, Município de Champerico.